# يو بي إكس
يو بي إكس (بالإنجليزية: UPX)‏ هو برنامج حر ومفتوح المصدر، يستخدم لضغط الملفات التنفيذية، ويدعم العديد من صيغ الملفات من مختلف أنظمة التشغيل.

## وصلات خارجية
- يو بي إكس على موقع SourceForge (الإنجليزية)